# Viticulture en Russie

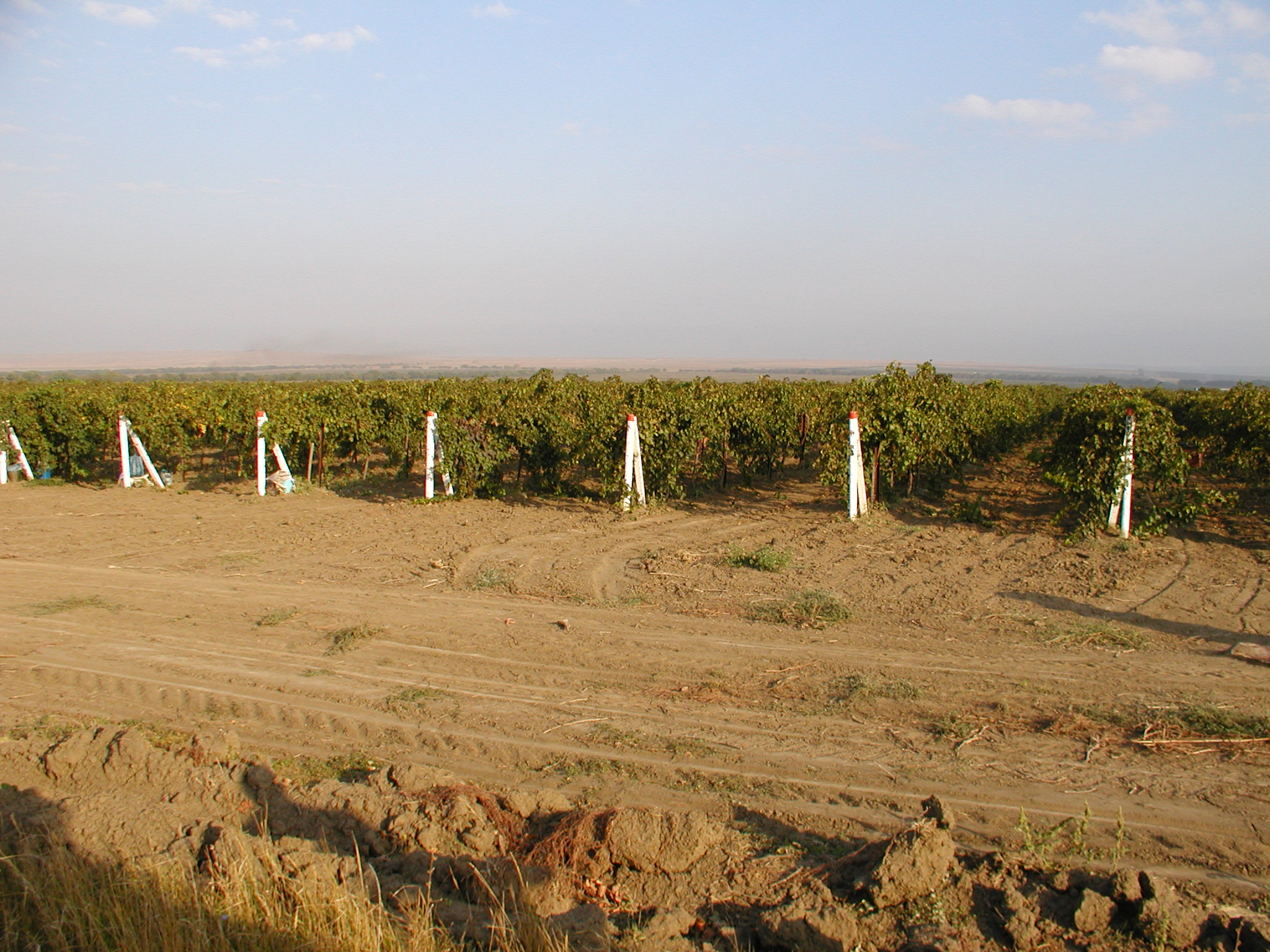
Parcelle de cabernet-sauvignon en production dans la péninsule de Taman en 2007.

La viticulture en Russie est concentrée dans le Caucase du Nord  et dans la péninsule de Crimée où sont réunies les conditions naturelles les plus favorables. La vigne est cultivée dans le kraï de Krasnodar, le kraï de Stavropol et l'oblast de Rostov ainsi que dans la république semi-autonome du Daghestan et en Crimée.
Dans les années 1990, le vignoble a subi une baisse importante de sa production due à la politique économique et fiscale. Depuis le début du XXIe siècle, des spécialistes français venus du Bordelais, de la Champagne et de la vallée du Rhône ont relancé la viticulture russe.

## Historique

Les comptoirs grecs de la mer Noire

Avant notre ère, les vignes sauvages (Vitis vinifera) proliféraient et existent toujours sous la forme de lambrusques dans les monts du Caucase.
Les découvertes archéologiques ont montré que la viticulture a été lancée par des colons grecs, entre mer Noire et mer d’Azov, et principalement dans la péninsule de Taman, où ont été retrouvées les ruines de leurs caves. Après les Grecs, ce furent les Khazars, les Adyguéens et les Cosaques qui continuèrent la viticulture.

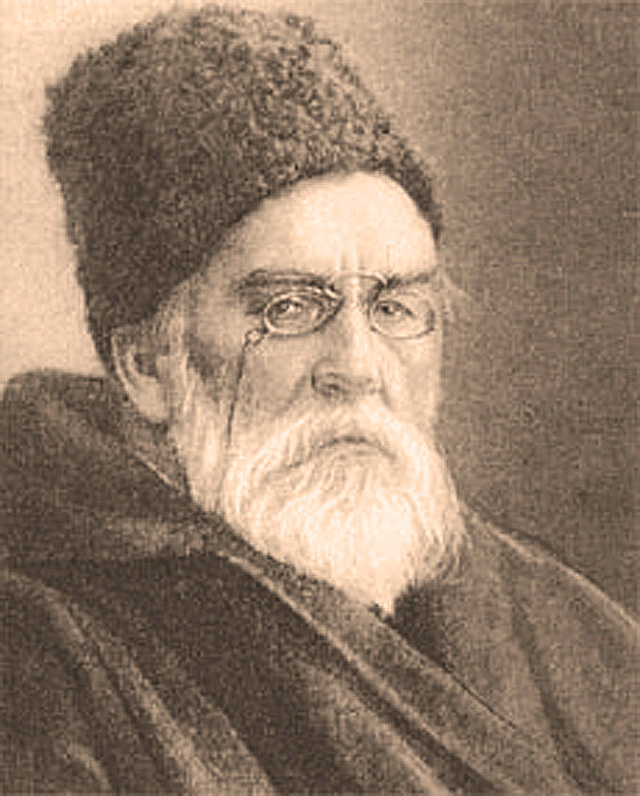
Le prince Lev Galitzine, en 1878, fut le créateur du champagne russe élaboré à partir de ses vignobles de Novyï Svet

Promue sous les tsars, notamment par Nicolas II  qui créa le fameux domaine de Massandra en Crimée, la viticulture russe fut prospère à cette époque. Elle doit tout à un passionné, le prince Lev Sergueïevitch Galitzine (1845-1916) qui implanta plus de 600 variétés de cépages dans son domaine de Novyï Svet (ce qui signifie Nouveau Monde). Il sélectionna des variétés traditionnelles françaises, tel que le cabernet sauvignon, l'aligoté ou le chardonnay. Sans oublier les cépages locaux comme les saperavi, rkatsiteli, goloubok, krasnostop et doina. Il sélectionna aussi des variétés nouvelles par croisement avec des cépages provenant d'Europe occidentale dont le magaratch bastardo (bastardo x saperavi) ou le magaratch ruby (cabernet sauvignon x saperavi).  
Cette viticulture fut négligée par les Soviétiques qui l'industrialisèrent en élaborant un champagne soviétique (en russe : Советское Шампанское, Sovetskoïe champanskoïe), marque générique de vin effervescent, qui fut produite dans l'Union des républiques socialistes soviétiques. Sa technique d'élaboration a été  mise au point en 1928 et sa production de masse a commencé en 1937. Il a été produit pendant de nombreuses années par l'État, généralement à partir d'un mélange de cépage aligoté et chardonnay, à l'imitation du vin de Champagne français.
Seules quelques caves étaient équipées de lignes d'embouteillage et d'emballage. La quasi-totalité des vignobles du sud de la Russie ne pouvant embouteiller, leurs vins étaient livrés en vrac par wagon-citerne ou un camion-citerne à des sociétés d'État et des coopératives ouvrières. 
Dans l'ancienne Union soviétique, les vins provenaient essentiellement de Moldavie, d'Ukraine, de Géorgie et de république socialiste fédérative soviétique de Russie. En 1980, leur production atteignit 48 000 000 d'hectolitres, soit trois fois plus que les États-Unis. L'URSS était alors le quatrième producteur mondial derrière l'Italie, la France et l'Espagne. En 1990, la production chuta à 16 000 000 d'hectolitres et en comparaison avec les années 1980, le vignoble perdit 51 % de sa superficie à la suite de la campagne anti-alcoolique de Gorbatchev. Dans la pratique, les décrets gouvernementaux n'eurent pour conséquences que la réduction du vignoble, la baisse du potentiel des caves et l'élimination de professionnels du secteur vitivinicole. À la fin du XXe siècle, la viticulture russe fut même menacée de disparition. Elle redémarra lentement à partir des années 2000.

## Renaissance auXXIesiècle

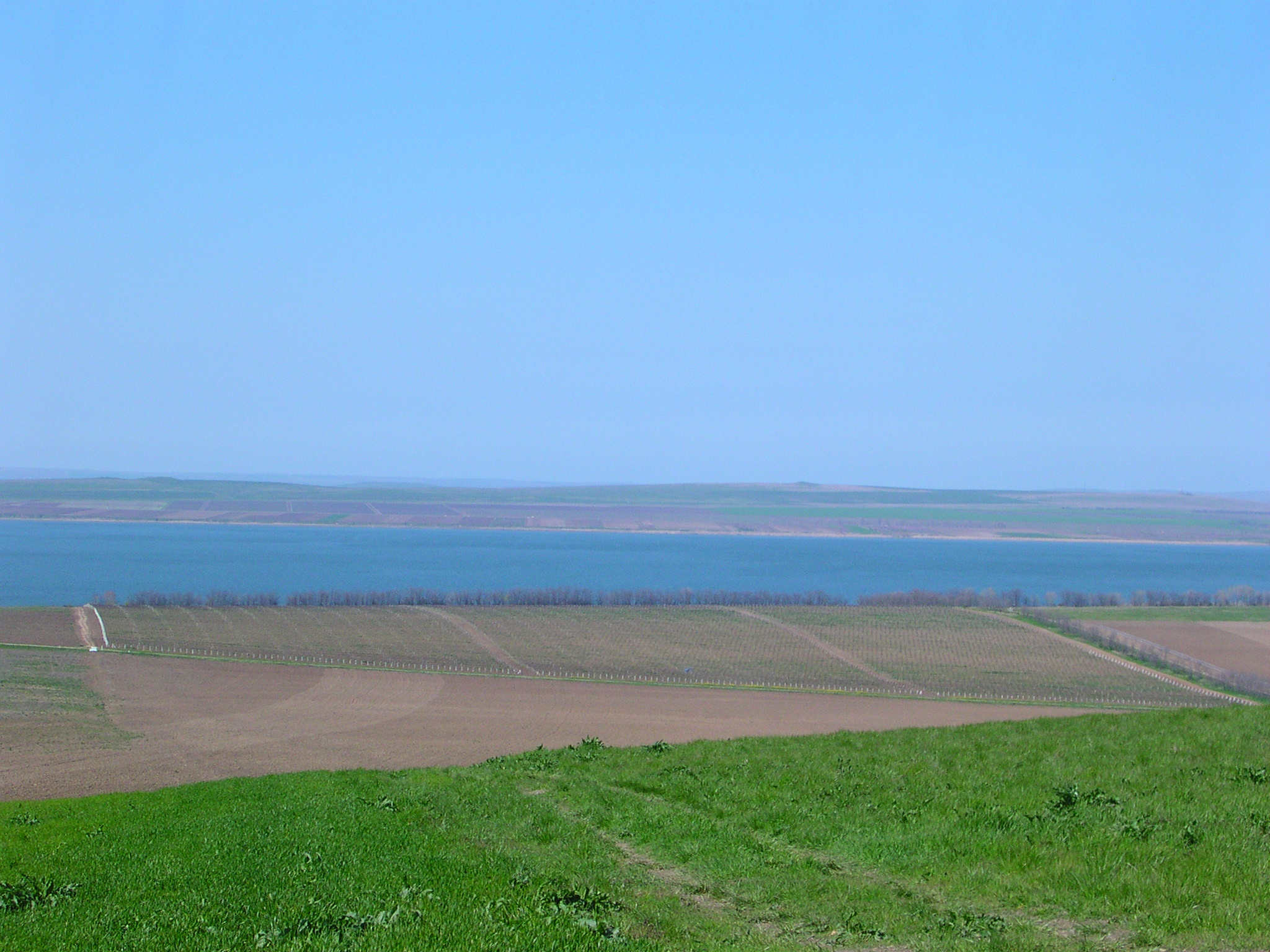
Paysage en hiver des vignobles sur la péninsule de Taman, lieu-dit Yantar

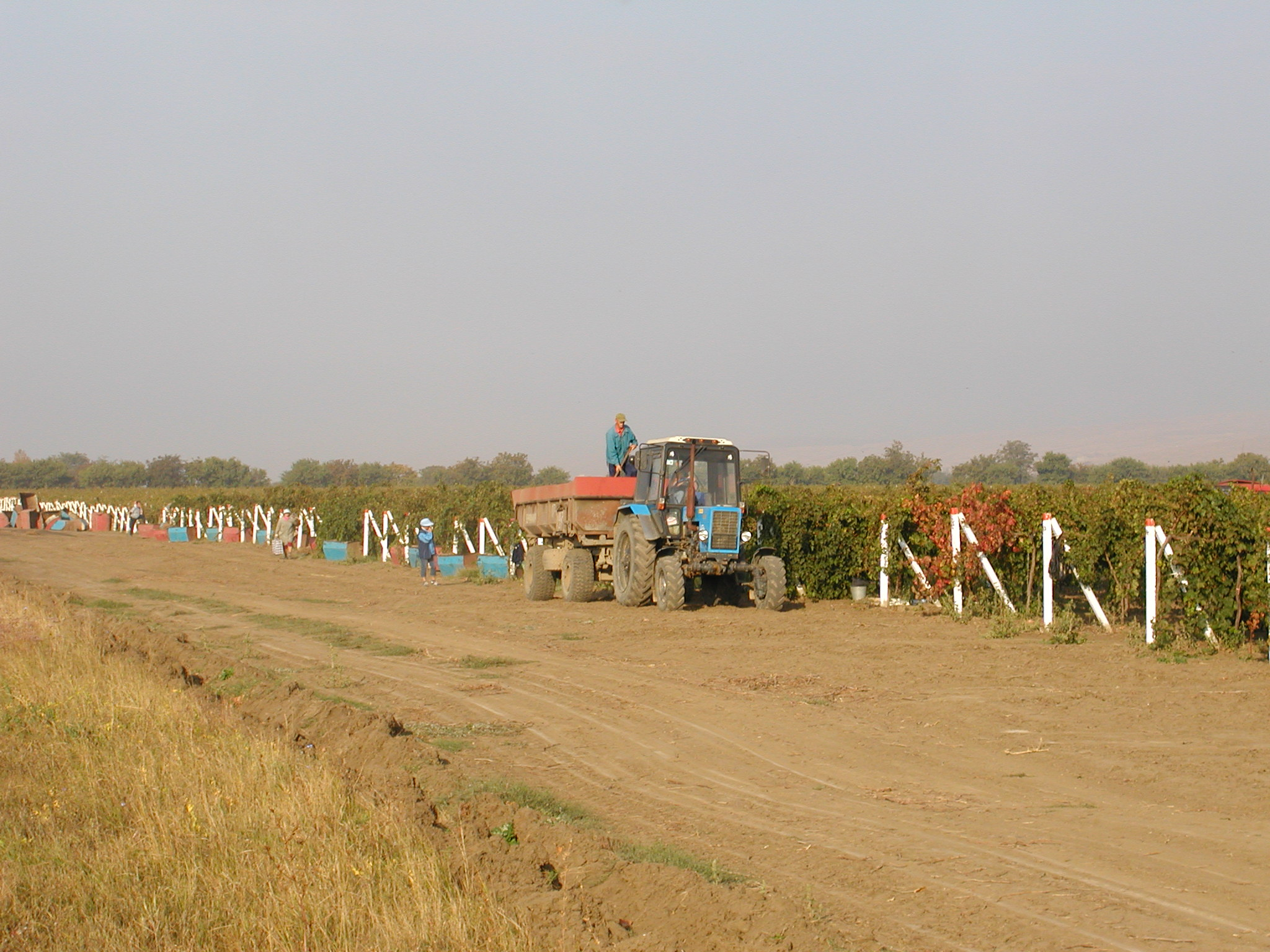
Vendanges d'une parcelle de cabernet-sauvignon dans un vignoble de la péninsule de Taman.

Cette renaissance est due à des hommes comme l'œnologue Frank Duseigneur qui est installé depuis 2003, avec Gaëlle Brullon, dans la région du Kouban. Ils y cultivent des sauvignons, des chardonnays et produisent des vins d'assemblage, comme dans le Bordelais. Ils ont été rejoints par Jérôme Barret, œnologue champenois, qui s'occupe du château Tamagne, au nom de la société Kubanivo. Quant à Hervé Jestin, venu de chez Duval-Leroy, il élabore des vins effervescents pour Abraou-Diourso, une firme de mousseux fondée par le tsar Alexandre II. 
Plus récemment, Alain Dugas, venu du château la Nerthe, à Châteauneuf-du-Pape, avec la collaboration de partenaires russes, a créé, à Anapa (le village des Arméniens),  le domaine Gaï Kodzor, sur les rives de la mer Noire.  Après une analyse pédologique et microclimatique, partant du constat que ces terroirs se situent autour du 45e parallèle, comme les côtes-du-rhône et le bordeaux, il a adapté des cépages rhodaniens en Russie comme le grenache, le caladoc, le cinsault et le viognier. 
Le gouvernement russe, à la suite de l'annexion, non reconnue par la communauté internationale, fait également des  investissements importants dans les vignobles de Crimée
Enfin, Patrick Léon, qui fut le directeur technique du château Mouton Rothschild, Opus One et Almaviva, s'est fixé près de Grand Vostok, au domaine Lefkadia, où il vinifie des cépages locaux et français.

## Géographie

### Orographie

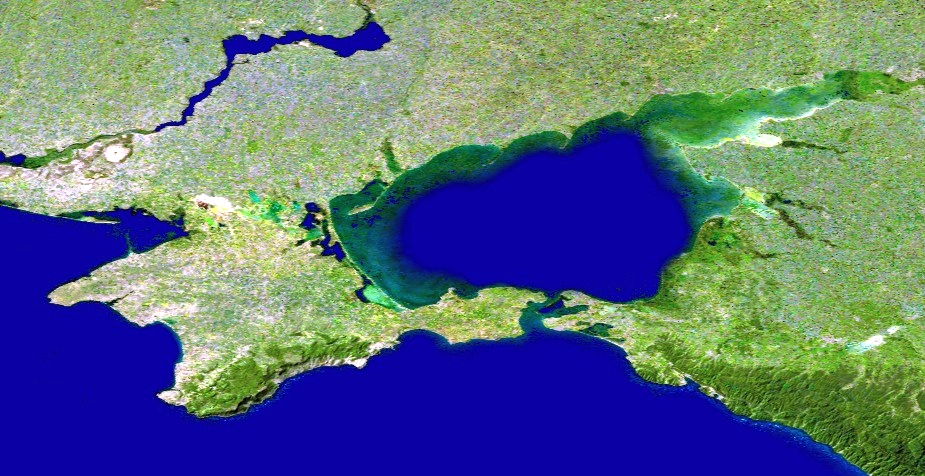
Image en relief du détroit, de la mer d'Azov, de la Crimée et de la péninsule de Taman

Le vignoble de Russie se situe entre les versants nord et l'extrémité occidentale de la chaîne de montagnes du Grand Caucase, ainsi que certains des versants sud à l'ouest. La limite nord de la région est la dépression de Kouma-Manytch. Il est bordé par la mer d'Azov et le détroit de Kertch à l'ouest et l'est par la mer Caspienne.
Il inclut également la péninsule de Crimée

### Géologie
La mer Noire et la mer Caspienne sont des vestiges de l'ancienne mer Paratéthys. Elles ont été formées il y a environ 5,5 millions d'années, à cause d'un soulèvement tectonique et d'une diminution du niveau des océans. Lors de périodes climatiques chaudes et arides, elles se sont asséchées, déposant des sédiments comme la halite, qui furent recouverts par des dépôts éoliens. Leur niveau a beaucoup varié, et à l'Holocène récent (durant la dernière glaciation, dite Würmienne), il était 180 m plus bas que le niveau actuel des mers, de sorte que seuls les bassins profonds pontique et caspien étaient en eau.

### Climat
Le climat est typique d'une région continentale sauf sur la côte de la mer Noire où Anapa a un doux climat semi-aride avec des étés chauds et très secs et hivers frais et humides. La température moyenne en janvier est de 2 °C et la température moyenne en juillet est de 22 °C. Les précipitations moyennes annuelles à seulement 400 mm. Dans les autres secteurs, pour minimiser les hivers rigoureux, les viticulteurs couvrent leurs vignes pour les protéger du gel. Dans la région de Krasnodar, il y a de 193 à 233 jours sans gel pendant la période de croissance, ce qui permet à la vigne de croître jusqu'à la maturation complète. La région du Daguestan a un climat varié avec quelques zones semi-désertiques. Environ 13 % du vin russe est produit dans la zone autour de Stavropol qui a 180-190 jours sans gel. La région de Rostov-sur-le-Don se caractérise par ses étés chauds et secs et des hivers rigoureux, ce qui implique des rendements plus faibles.
| Mois                                | jan. | fév. | mars | avril | mai  | juin | jui. | août | sep. | oct. | nov. | déc. | année |
| ----------------------------------- | ---- | ---- | ---- | ----- | ---- | ---- | ---- | ---- | ---- | ---- | ---- | ---- | ----- |
| Température minimale moyenne (°C)   | −4,1 | −2,5 | 0,7  | 7,1   | 11,8 | 15,1 | 17,6 | 16,6 | 12   | 6,3  | 3,2  | −0,7 | 6,9   |
| Température moyenne (°C)            | −1   | 0,5  | 4,7  | 12,1  | 17,2 | 20,9 | 23,3 | 22,6 | 17,8 | 11,1 | 6,6  | 2,3  | 11,5  |
| Température maximale moyenne (°C)   | 3,4  | 5,2  | 10,4 | 18,5  | 23,6 | 26,7 | 29,6 | 29,3 | 24,6 | 17,5 | 11,3 | 5,8  | 17,2  |
| Précipitations (mm)                 | 61   | 41   | 45   | 59    | 64   | 78   | 53   | 53   | 41   | 47   | 67   | 81   | 695   |
| Nombre de jours avec précipitations | 9    | 7    | 7    | 8     | 8    | 7    | 5    | 5    | 5    | 6    | 8    | 10   |       |

| Mois                              | jan. | fév. | mars | avril | mai  | juin | jui. | août | sep. | oct. | nov. | déc. | année |
| --------------------------------- | ---- | ---- | ---- | ----- | ---- | ---- | ---- | ---- | ---- | ---- | ---- | ---- | ----- |
| Température minimale moyenne (°C) | −6,8 | −5,1 | −1,6 | 5,2   | 10,3 | 14,2 | 17   | 15,6 | 11,6 | 5,6  | 1,3  | −3,2 | 5,3   |
| Température maximale moyenne (°C) | −0,2 | 1,8  | 6,4  | 15,5  | 20,9 | 24,6 | 27,8 | 26,7 | 22,1 | 14,6 | 8,4  | 3,1  | 14,3  |
| Précipitations (mm)               | 29   | 27   | 31   | 45    | 74   | 78   | 60   | 56   | 44   | 41   | 45   | 41   | 571   |

| Mois                              | jan. | fév. | mars | avril | mai  | juin | jui. | août | sep. | oct. | nov. | déc. | année |
| --------------------------------- | ---- | ---- | ---- | ----- | ---- | ---- | ---- | ---- | ---- | ---- | ---- | ---- | ----- |
| Température minimale moyenne (°C) | −7,2 | −6,6 | −1,8 | 6     | 11   | 15,4 | 16,7 | 15,6 | 10,6 | 4,7  | −0,1 | −3,4 | 5,1   |
| Température moyenne (°C)          | −4,4 | −3,5 | 1,6  | 10,9  | 16,9 | 21,2 | 22,9 | 21,9 | 16,4 | 9,1  | 2,9  | −0,7 | 9,6   |
| Température maximale moyenne (°C) | −1,1 | −0,2 | 5,8  | 16,5  | 22,4 | 26,8 | 28,7 | 27,8 | 22,4 | 14   | 6,7  | 2,3  | 14,3  |
| Précipitations (mm)               | 49   | 48   | 46   | 55    | 53   | 60   | 60   | 51   | 40   | 39   | 48   | 71   | 624   |

## Vignoble

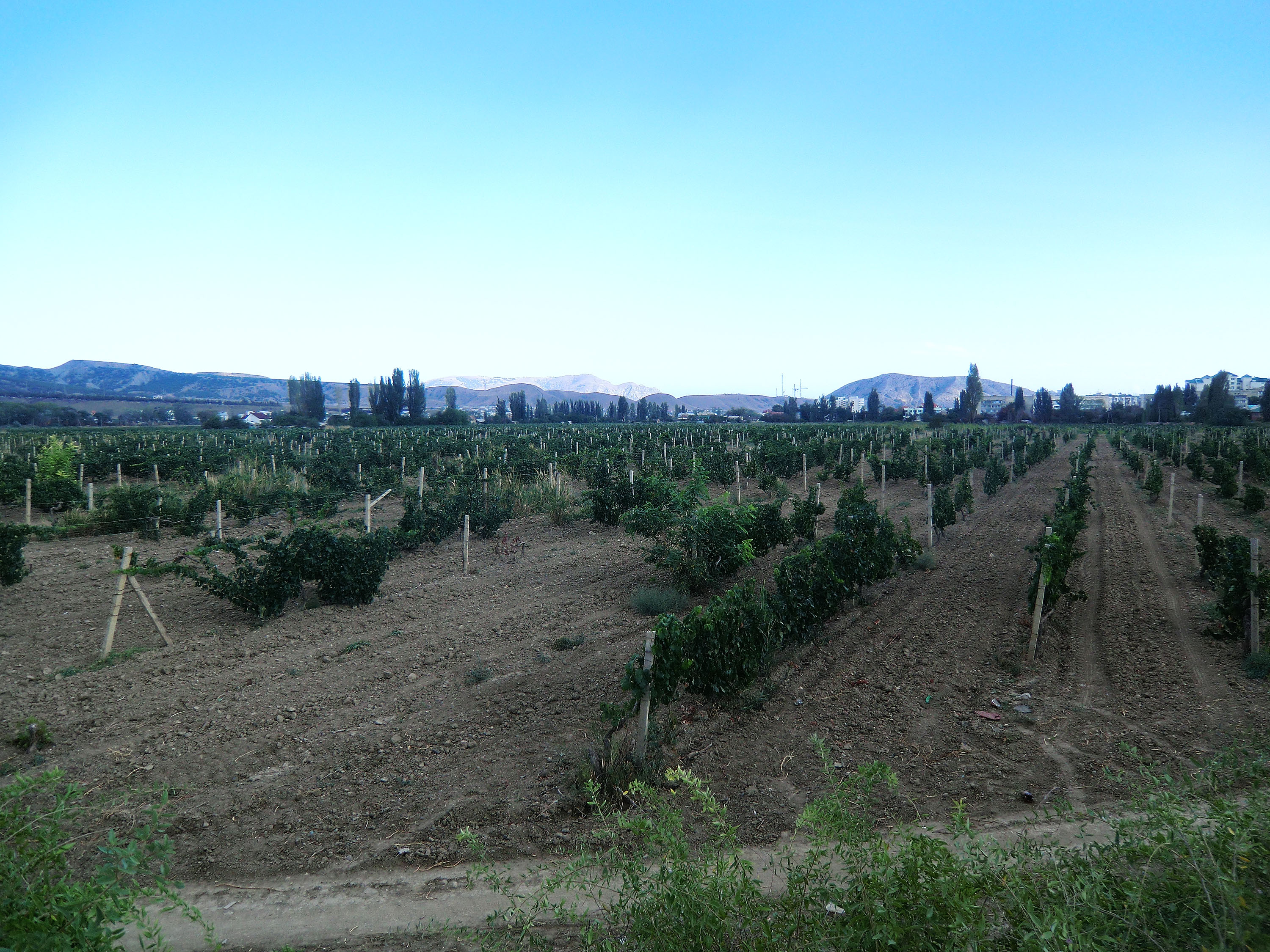
Vignoble à Soudak.

### Présentation
Les principales régions viticoles russes sont situées entre la mer Caspienne et la mer Noire. Ce sont le kraï de Krasnodar, le kraï de Stavropol, l'oblast de Rostov, la république semi-autonome du Daghestan, ainsi que la péninsule de Crimée. À elle seule la région de Krasnodar produit la moitié du vin russe.

### Vignoble de Crimée
Le vignoble de Crimée est implanté en zone montagneuse, sur le relief des Monts de Crimée, dernier bastion occidental du Caucase. Ce relief permet d'offrir toutes les expositions à la culture de la vigne et de le protéger partiellement des éventuelles influences boréales. 
Le vignoble du sud du pays est implanté en plaine, dans une zone riche pour l'agriculture.
La Crimée représente la région la plus importante en surface avec 63 000 hectares. Sol qualitatif et climat de tendance méditerranéenne sont ses atouts. La maturité très importante permet l'élaboration de vin muté et de vins doux. Des vins rouges et effervescents de qualité sont aussi produits.
À Massandra, le domaine homonyme a été formé sur ordre de l'empereur Nicolas II. Ses caves contiennent une collection de bouteilles dont le nombre est estimé à plus d'un million. On peut mentionner un xérès de 1775 et de très nombreux millésimes du vin du domaine.

### Encépagement
|  |  |

Plus de cent cépages différents sont utilisés pour la production de vin. La variété dominante est le rkatsiteli qui entre dans plus de 45 % de la production. Les autres cépages les plus cultivés sont l'aligoté, le bastardo, le cabernet-sauvignon, le cabernet severny, la clairette, le merlot, le muscat, le pinot gris, le plavai,  le rkatsiteli, le riesling, le saperavi, le sylvaner et le traminer.

### Types de vin
La Russie produit essentiellement du vin de table. Le sud fournit pourtant de bons et même excellents vins naturels. D'autant qu'en fonction de la situation économique et par choix, nombre de raisins ne sont pas traités aux pesticides et les vins ne subissent que peu d'interventions chimiques.

### Législation
Il est à souligner que la législation russe n'a pas encore statué ni sur la qualité du vin ni sur la délimitation des zones viticoles. Les vins mutés à l'alcool sont les plus appréciés, ils arborent de fausses identités telles que porto, madère ou xérès. Les vins mousseux sont très populaires. Ils sont produits à base de « matériel de vin », un terme technique qui désigne un jus de raisin qui a fermenté. Il est estimé que 80 % des vins mousseux russes sont élaborés avec du vin ou du concentré de raisin importés.

## Principaux domaines viticoles
Les principaux domaines viticoles russes sont : Massandra, Abraou-Diourso, Château Le Grand Vostock, Fanagoria, Vignobles Gai-Kodzor, Karakezidi, Kavkaz, Cave Lénine, Cave Mirny, Myskhako, SKP Praskoveya, Tsimlanskoye et Cave Vityazevo.